# シリウス・パセット動物群

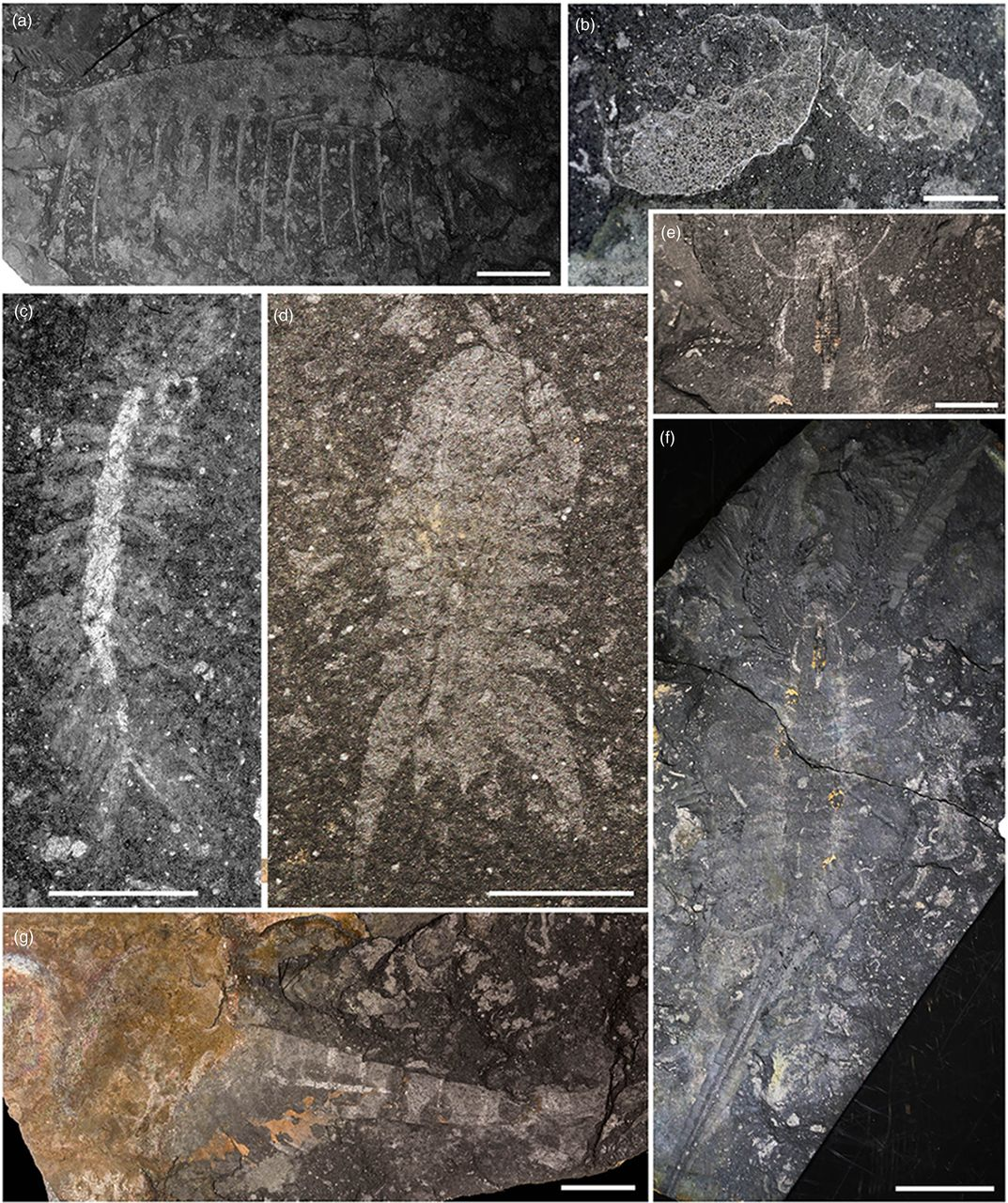
シリウス・パセット動物群の化石
a: タミシオカリス、b: 、、d: 、e, f: ケリグマケラ、g:

シリウス・パセット動物群（シリウス・パセット どうぶつぐん、Sirius Passet fauna）は、約5億1,800万年前の古生代カンブリア紀第三期に生息し、化石がグリーンランド北部のビュエン層（Buen Formation）のシリウス・パセット（Sirius Passet）から産出する動物群である。
発見される化石は、バージェス動物群や澄江動物群と共通、あるいはよく似たものもあるが、鱗甲類の完全な化石や原始的な節足動物の化石を含む、また眼を欠く動物が多く見つかることが特徴的である。

## 化石産地

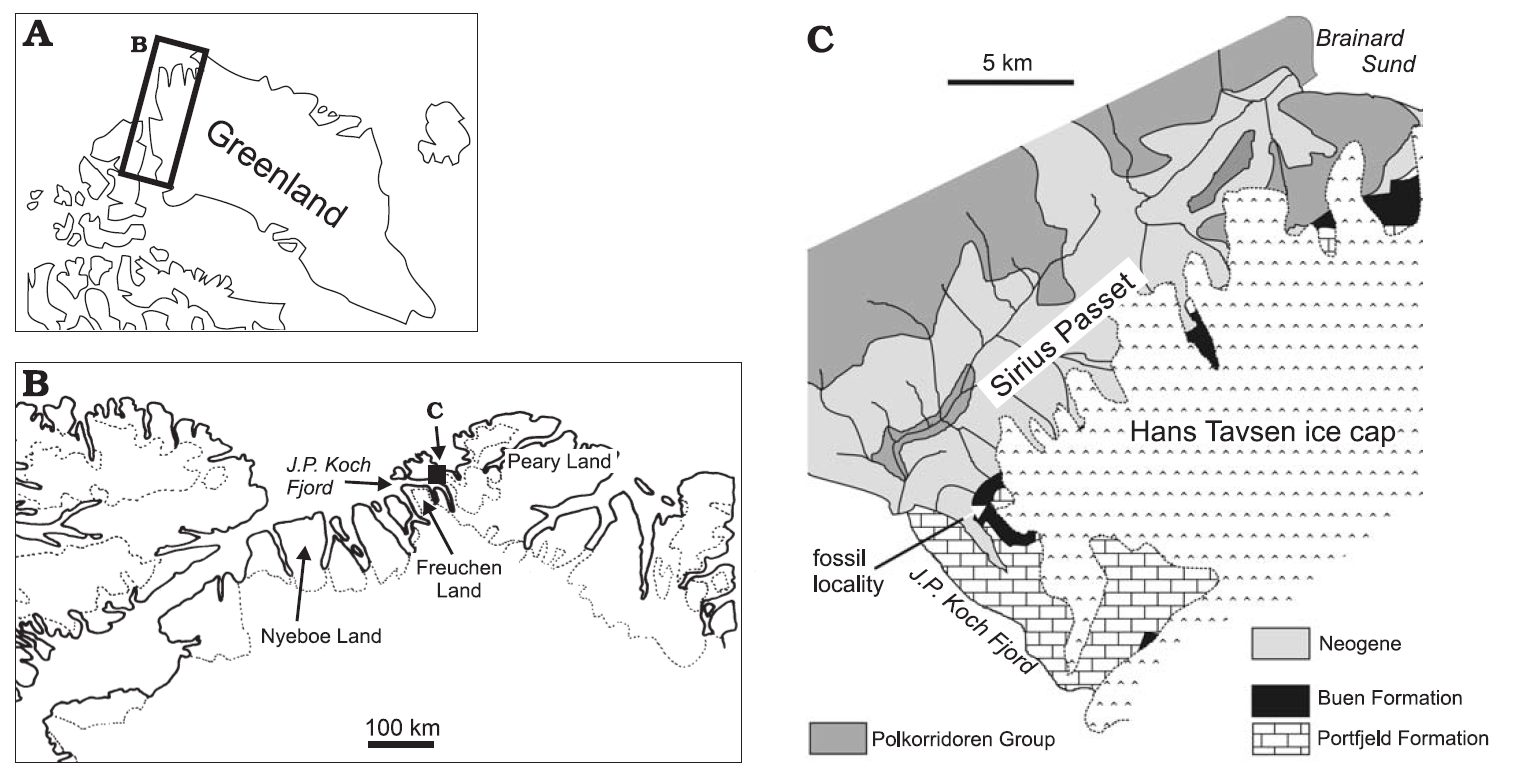
シリウス・パセットの地図
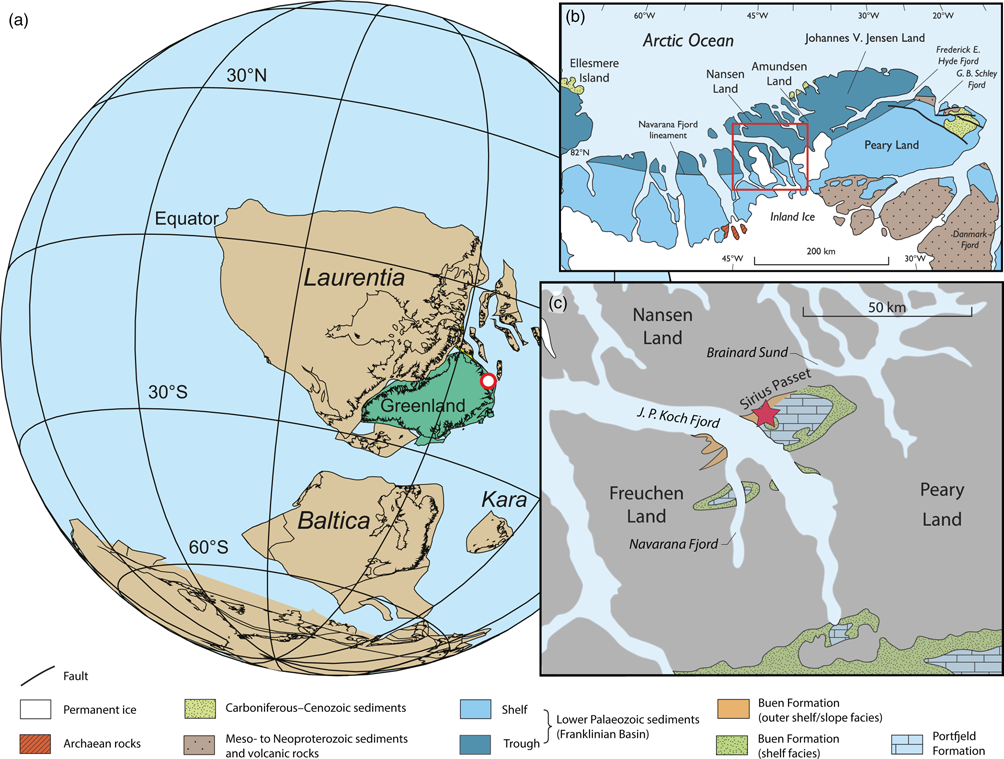
カンブリア紀の頃のビュエン層の地理位置（★：シリウス・パセット）

シリウス・パセットは中グリーンランド北部のピアリーランド (北緯82度47.59分・西経42度13.54分) の堆積累層ビュエン層に位置する化石産地である。1984年、グリーンランド地質調査所のA. ヒギンズ (A. Higgins) らが同地を調査中、海綿の化石を発見したことに始まる。サイモン・コンウェイ・モリス (Simon Conway Morris) らが1989年からこれまでに発見した化石は1,000点以上にのぼる。カンブリア紀の化石産地の中では研究と知られる生物種数が少ない方であり、2019年時点では発見当初から9回ほどの遠征調査しか行われていない。
この地は現在でこそ極北の地であるが、カンブリア紀当時は赤道直下であり、熱帯域の温暖な気候と酸素濃度が低い海底のもとで動物群は生活していた。

## 該当する動物

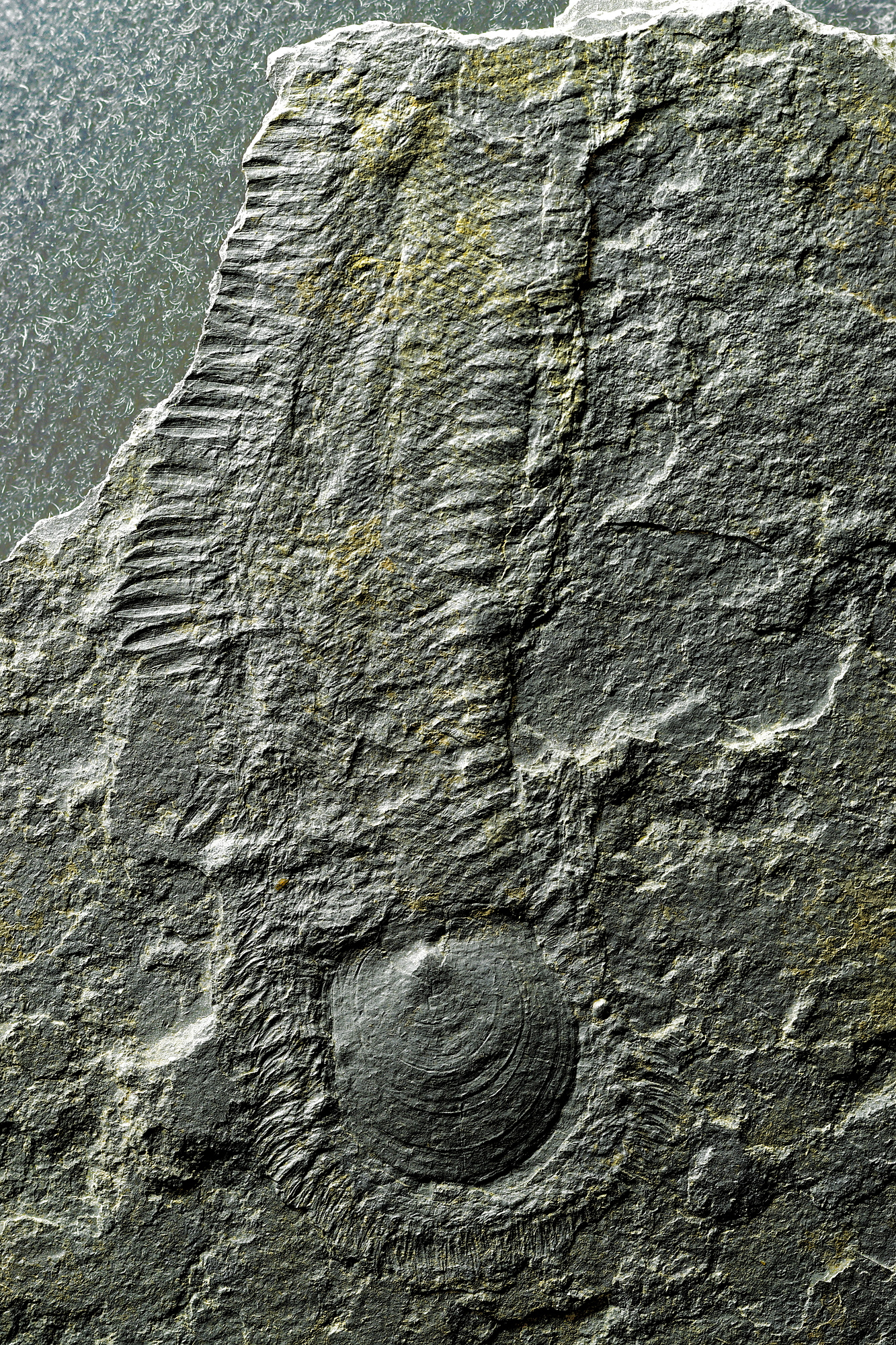
ハルキエリアの化石

特記しない限り Harper et al. 2019 に基づく。
- 葉足動物
  - ハドラナックス Hadranax [6]

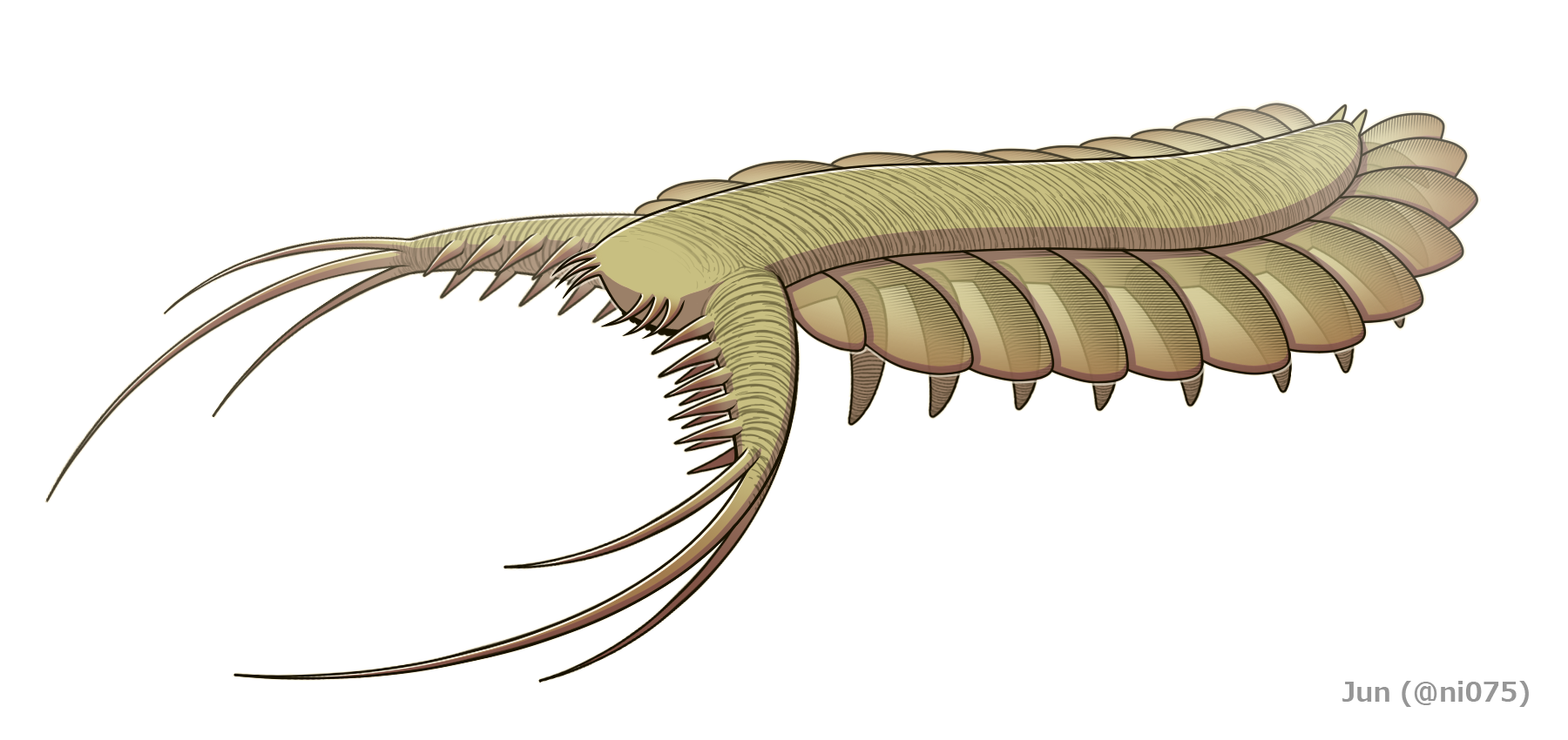
シリウス・パセットにおいて普遍的な古生物の1つであるパンブデルリオン

  - ケリグマケラ Kerygmachela [7]
  - パンブデルリオン Pambdelurion [5]

- ラディオドンタ類
  - タミシオカリス Tamisiocaris [8][9]

- 真節足動物
  - アーヴェカスピス Aaveqaspis [10]
  - Arthroaspis
  - Buenaspis
  - Buenellus
  - Campanamuta
  - イソキシス Isoxys（バージェス動物群と澄江動物群にも同属種が分布）
  - クレプトスーリ Kleptothule
  - Kiisortoqia [2]
  - モラリア Molaria
  - Pauloterminus（バージェス動物群のワプティアに類似）
  - シドネイア? Sidneyia?（バージェス動物群などのシドネイアに類似）[11]
  - Siriocaris
  - Thulaspis [12]
- 鰓曳動物・Palaeoscolecida類など
  - Chalazoscolex
  - Singuuriqia
  - Xystoscolex
- 環形動物
  - Phragmochaeta
  - Pygocirrus
- 軟体動物
  - ハルキエリア Halkieria
- ヒオリテス類
  - Hyolithus
  - Trapezovitus
- 毛顎動物
  - ティモレベスティア Timorebestia（バージェス動物群のアミスクウィアに類似）[13]
  - Nektognathus（バージェス動物群のネクトカリスに類似）[14]
- 胴甲動物
  - Sirilorica
- 古虫動物
  - オーエディゲラ Ooedigera [15]（澄江動物群のウェツリコラに類似）
- 海綿動物
  - チョイア Choia（バージェス動物群と澄江動物群にも同属種が分布）
  - Constellatispongia
  - Crassicoactum
  - Fieldospongia
  - Hamptonia
  - Lenica
  - Saetaspongia
  - Salactiniella
  - Stephanella?